# كيني جولاداي
كيني غولاداي ، من مواليد 3 في شيكاغو ، هو لاعب كرة قدم أمريكي من اكثر الاعبين مهارة و انسيابية. يلعب في خطة مستقبل واسع في الدوري الوطني لكرة القدم (NFL).
وهو حاليًا عضو ممتاز في نيويورك غينز بعد اللعب مع فريق الاسود الثلاثة بين عامي 2017 و 2020
لعب في نطاق الجامعة لصالح جامعة نورث داكوتا فايتنج هوكس في NCAA Division I FCS ثم لصالح جامعة شمال إلينوي أقوياء البنية في NCAA Division I FBS

## المذكرات و المراجع
1. 1 2  Pro Football Reference (بالإنجليزية), Sports Reference, LLC, QID:Q7246590